# Бастид Пијлоран
Бастид Пијлоран (фр. Bastide-Puylaurent) насеље је и општина у јужној Француској у региону Лангдок-Русијон, у департману Лозер која припада префектури Манд.
По подацима из 2011. године у општини је живело 175 становника, а густина насељености је износила 7,23 становника/km². Општина се простире на површини од 24,19 km². Налази се на средњој надморској висини од 1 024 метара (максималној 1.328 m, а минималној 751 m).

## Демографија
| 1962. | 1968. | 1975. | 1982. | 1990. | 1999. | 2011. |
| ----- | ----- | ----- | ----- | ----- | ----- | ----- |
| 345   | 242   | 191   | 176   | 183   | 157   | 175   |

График промене броја становника у току последњих година